# Pierre Lacroix (dessinateur)
 (octobre 2011).
Si vous disposez d'ouvrages ou d'articles de référence ou si vous connaissez des sites web de qualité traitant du thème abordé ici, merci de compléter l'article en donnant les références utiles à sa vérifiabilité et en les liant à la section « Notes et références ».
Pour les articles homonymes, voir Pierre Lacroix et Lacroix.
Pierre Lacroix (Paris, 5 mars 1912 - Le Vésinet, 7 juillet 1994) est un dessinateur français de bandes dessinées. Il a dessiné la majorité des albums de Bibi Fricotin, série créée par Louis Forton (1879-1934). 

## Biographie
Pierre Lacroix, né à Paris le 5 mars 1912, est décédé au Vésinet le 7 juillet 1994. Ses parents étaient épiciers à Marly-le-Roi ; Louis Forton (créateur de Bibi Fricotin et des Pieds Nickelés) était un de leurs clients. 
Pierre Lacroix a suivi des cours à l'école Violet puis est devenu assistant de Louis Forton à 17 ans. Avant la guerre il a réalisé des dessins pour plusieurs éditeurs et notamment pour la Société parisienne d'édition (SPE). 
Pendant la guerre, il a connu une période difficile (travail obligatoire en Allemagne). Puis il a dessiné des publicités pour plusieurs sociétés. Après la guerre, il s'est installé au Vésinet (4 rue Pasteur) où il est resté. 
De 1947 à 1988, il a travaillé avec la Société parisienne d'édition et a dessiné Bibi Fricotin. Il a créé le personnage de Razibus Zouzou (Africain sympathique, ami de Bibi Fricotin). 
En 1953 et 1954, il a dessiné trois albums de Les Pieds Nickelés : Les Pieds Nickelés industriels, Le trésor des Pieds Nickelés et Le Rêve des Pieds Nickelés. Cette série avait également été créée par Louis Forton et la majorité des albums ont été dessinés par René Pellos. Pierre Lacroix a également dessiné pour les publications Lisette, Fripounet et Aggie. 
Les dessins de Pierre Lacroix se caractérisent par des traits et des couleurs nets et simples. Pierre Lacroix savait mettre en valeur ses personnages en éliminant du décor tout ce qui n'était pas indispensable.[réf. nécessaire]

## Albums

### Bibi Fricotin
Les albums numérotés de 1 à 7 ont été dessinés par Louis Forton, ceux numérotés de 8 à 12 par Gaston Callaud.
- Album no 1 : La vocation de Bibi Fricotin
- Album no 2 : Bibi Fricotin fait des farces
- Album no 3 : Bibi Fricotin fait le tour du monde
- Album no 4 : Bibi Fricotin boit l'obstacle
- Album no 5 : Bibi Fricotin triomphe
- Album no 6 : Bibi Fricotin détective
- Album no 7 : Bibi Fricotin le roi des débrouillards
- Album no 8 : Bibi Fricotin au Pôle Nord
- Album no 9 : Bibi Fricotin contre Dédé Tapdur
- Album no 10 : Bibi Fricotin grande vedette
- Album no 11 : Bibi Fricotin chez les Chinois
- Album no 12 : Bibi Fricotin globe-trotter
- Album no 13 : Bibi Fricotin n'a peur de rien
- Album no 14 : Bibi Fricotin fait du cinéma
- Album no 15 : Bibi Fricotin aux Jeux Olympiques
- Album no 16 : Bibi Fricotin sur le Black Bird
- Album no 17 : Bibi Fricotin inventeur
- Album no 18 : Bibi Fricotin roi de la publicité
- Album no 19 : Bibi Fricotin jockey
- Album no 20 : Bibi Fricotin aviateur
- Album no 21 : Bibi Fricotin président de 'Bibiville
- Album no 22 : Bibi Fricotin cowboy
- Album no 23 : Bibi Fricotin nouveau Robinson
- Album no 24 : Bibi Fricotin chercheur d'or
- Album no 25 : Bibi Fricotin policier
- Album no 26 : Bibi Fricotin et le diamant vert
- Album no 27 : Bibi Fricotin et les faux tableaux
- Album no 28 : Bibi Fricotin et le testament mystérieux
- Album no 29 : Bibi Fricotin et le batyscaphe
- Album no 30 : Bibi Fricotin et l'invention du Pr Buldoflorin
- Album no 31 : Bibi Fricotin roi du scooter
- Album no 32 : Bibi Fricotin pilote d'essai
- Album no 33 : Bibi Fricotin et le supertempostat
- Album no 34 : Bibi Fricotin chez les Incas
- Album no 35 : Bibi Fricotin as du Far-West
- Album no 36 : Bibi Fricotin roi des camelots
- Album no 37 : Bibi Fricotin chasseur de fauves
- Album no 38 : Bibi Fricotin contre les kidnappers
- Album no 39 : Bibi Fricotin champion du système D
- Album no 40 : Bibi Fricotin et l'homme aux cheveux rouges
- Album no 41 : Bibi Fricotin et le frigo mondial
- Album no 42 : Bibi Fricotin et les lunettes à lire la pensée
- Album no 43 : Bibi Fricotin naufragé volontaire
- Album no 44 : Bibi Fricotin et la statuette ensorcelée
- Album no 45 : Bibi Fricotin et les soucoupes volantes
- Album no 46 : Bibi Fricotin et les Martiens
- Album no 47 : Bibi Fricotin contre l'homme masqué
- Album no 48 : Bibi Fricotin et le satellite artificiel
- Album no 49 : Bibi Fricotin as du volant
- Album no 50 : Bibi Fricotin en plein mystère
- Album no 51 : Bibi Fricotin chasse le yéti
- Album no 52 : Bibi Fricotin à Hassi Messaoud
- Album no 53 : Bibi Fricotin et le secret de la momie
- Album no 54 : Bibi Fricotin et le Nautilus
- Album no 55 : Bibi Fricotin sème le bonheur
- Album no 56 : Bibi Fricotin chez les Aztèques
- Album no 57 : Bibi Fricotin et le dernier des Mohicans
- Album no 58 : Bibi Fricotin roi du karting
- Album no 59 : La Surprenante Croisière de 'Bibi Fricotin
- Album no 60 : Bibi Fricotin et la machine KB x Z2
- Album no 61 : Bibi Fricotin spéleologue
- Album no 62 : Bibi Fricotin et l'an 3000
- Album no 63 : Bibi Fricotin découvre l'Atlantide
- Album no 64 : Bibi Fricotin reporter
- Album no 65 : Bibi Fricotin chez les chevaliers de la Table Ronde
- Album no 66 : Bibi Fricotin a du flair
- Album no 67 : Bibi Fricotin et son ami Kryk
- Album no 68 : Bibi Fricotin aux jeux olympiques
- Album no 69 : Bibi Fricotin forain
- Album no 70 : Bibi Fricotin et la pipe royale
- Album no 71 : Les Enquêtes de Bibi Fricotin
- Album no 72 : Bibi Fricotin campeur
- Album no 73 : Bibi Fricotin déménageur
- Album no 74 : Bibi Fricotin super vendeur
- Album no 75 : Bibi Fricotin et ses 36 métiers
- Album no 76 : Bibi Fricotin inspecteur de police
- Album no 77 : Bibi Fricotin comédien errant
- Album no 78 : Bibi Fricotin as de la vente
- Album no 79 : Bibi Fricotin garçon de café
- Album no 80 : Bibi Fricotin roi de la plage
- Album no 81 : Bibi Fricotin clerc d'huissier
- Album no 82 : Bibi Fricotin en vacances
- Album no 83 : Bibi Fricotin à la pêche
- Album no 84 : Bibi Fricotin colporteur
- Album no 85 : Bibi Fricotin antiquaire
- Album no 86 : Bibi Fricotin plombier
- Album no 87 : Bibi Fricotin pilote privé
- Album no 88 : Bibi Fricotin contre les braconniers
- Album no 89 : Bibi Fricotin en Amérique du Sud
- Album no 90 : Bibi Fricotin pâtissier
- Album no 91 : Bibi Fricotin en Inde
- Album no 92 : Bibi Fricotin et le corbeau
- Album no 93 : Bibi Fricotin protège la nature
- Album no 94 : Bibi Fricotin une brosse au poil
- Album no 95 : Bibi Fricotin contre Grandemonio
- Album no 96 : Bibi Fricotin et l'aile volante
- Album no 97 : Bibi Fricotin en Australie
- Album no 98 : Les astuces de Bibi Fricotin
- Album no 99 : Bibi Fricotin en Laponie
- Album no 100 : Bibi Fricotin et les inventions du professeur Radar
- Album no 101 : Bibi Fricotin à Londres
- Album no 102 : L'enquète éclair
- Album no 103 : Bibi Fricotin au supermarché
- Album no 104 : Bibi Fricotin contre Ya
- Album no 105 : Bibi Fricotin mousquetaire
- Album no 106 : L'homme perdu
- Album no 107 : Bibi Fricotin et Razibus font du sport
- Album no 108 : Les exploits de Bibi Fricotin
- Album no 109 : Bibi Fricotin et Razibus font des blagues
- Album no 110 : Un repos mérité
- Album no 111 : Bibi Fricotin connait la musique
- Album no 112 : Bibi Fricotin et son supermaran
- Album no 113 : Bibi Fricotin contre Superbig
- Album no 114 : Bibi Fricotin et le monstre du Loch Ness
- Album no 115 : Bibi Fricotin en Alaska
- Album no 116 : Bibi Fricotin et les U.L.M.
- Album no 117 : Bibi Fricotin roi du tennis food
- Album no 118 : Le tour de France a disparu
- Album no 119 : Bibi Fricotin au carnaval de Rio
- Album no 120 : Bibi Fricotin fait du jogging
- Album no 121 : Bibi Fricotin roi de l'illusion
- Album no 122 : Razibus a disparu

### Aggie Mack[2]
- 1979. 27. Aggie et l'opération survie (scénario Paulette Blonay)
- 1979. 28. Aggie et la solution rétro (scénario Paulette Blonay)